# Prosopis tamarugo
Espèce
Classification phylogénétique
Statut de conservation UICN

 CD  : Dépendant de la conservation
(appellation d’avant 2001)
Le tamarugo (Prosopis tamarugo)  est un arbre de la famille des Mimosaceae, ou des Fabaceae selon la classification phylogénétique.
Cet arbre peut obtenir l'eau dont il a besoin uniquement à partir de la rosée et s'accommode de climats arides et de sols salins où il est le seul arbre à pousser.

## Répartition
On le trouve uniquement au nord du Chili, en particulier dans la pampa del Tamarugal, environ  70 km à l'est d'Iquique.

## Utilisations
L'espèce est une source précieuse de charbon et de bois et les feuilles et les fruits servent également de fourrage, notamment pour les chèvres.
Il a été introduit en Europe (Espagne).

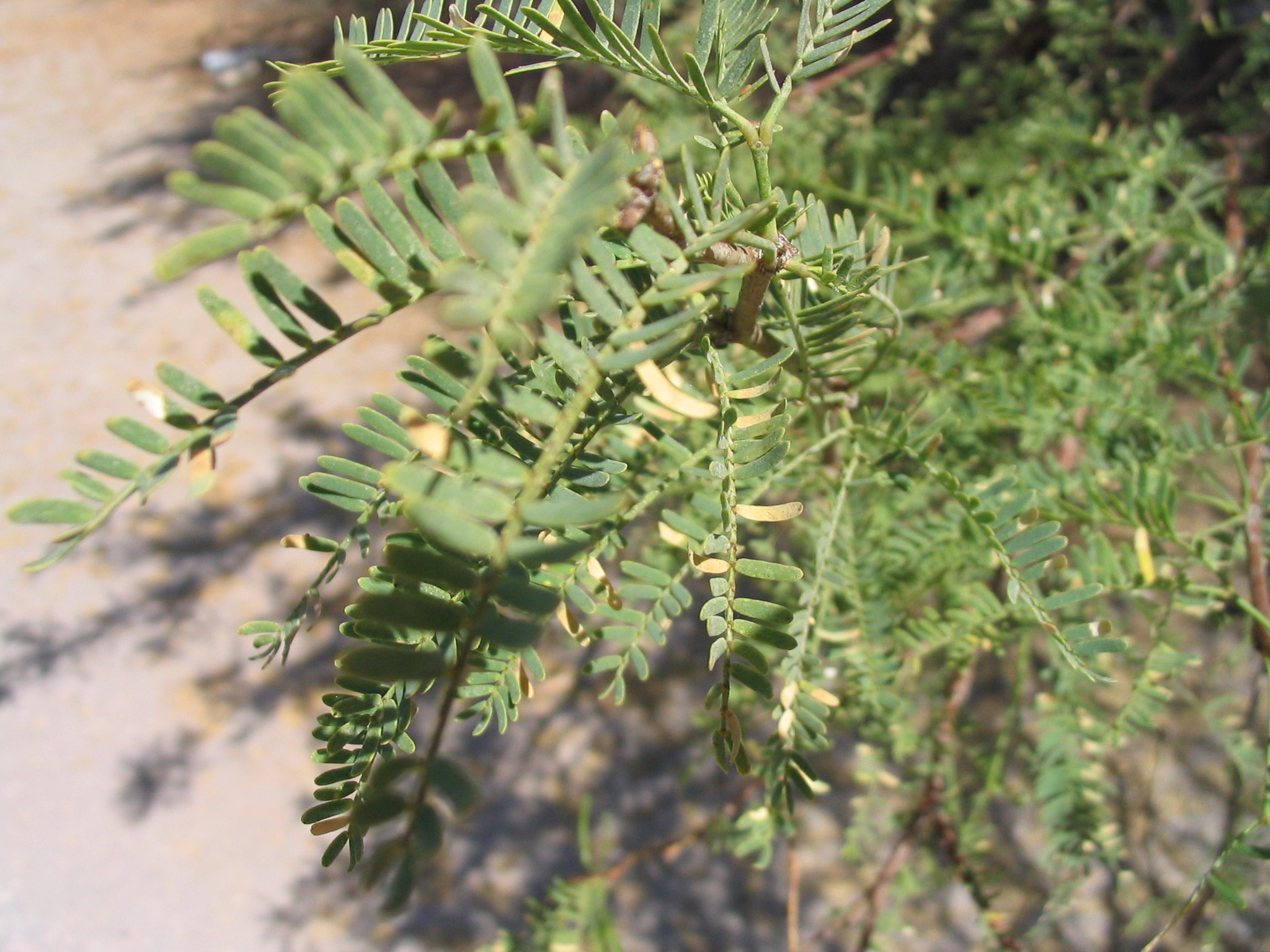
Feuilles du tamarugo
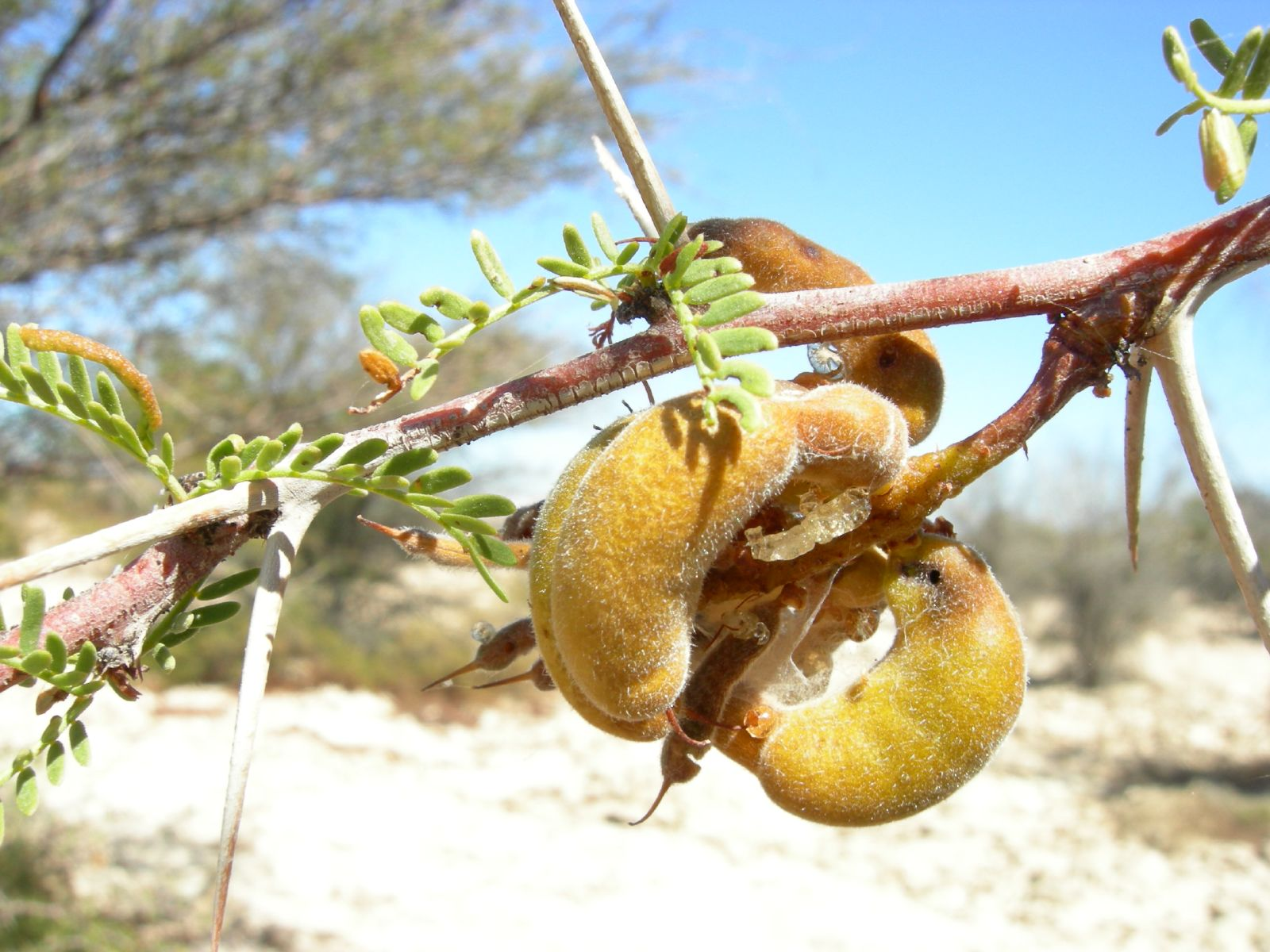
Fruits du tamarugo